# Patrick White
Cet article concerne l'écrivain. Pour l'article sur le joueur de hockey, voir Patrick White (hockey sur glace).
Pour les articles homonymes, voir White et Patrick White (homonymie).
Œuvres principales
- The Ploughman And Other Poems (1935)
- Des morts et des vivants (1941)
- Le Mystérieux Mandala (1966)
- Les Incarnations d'Eddie Twyborn (1979)
- Défauts dans le miroir (1981)

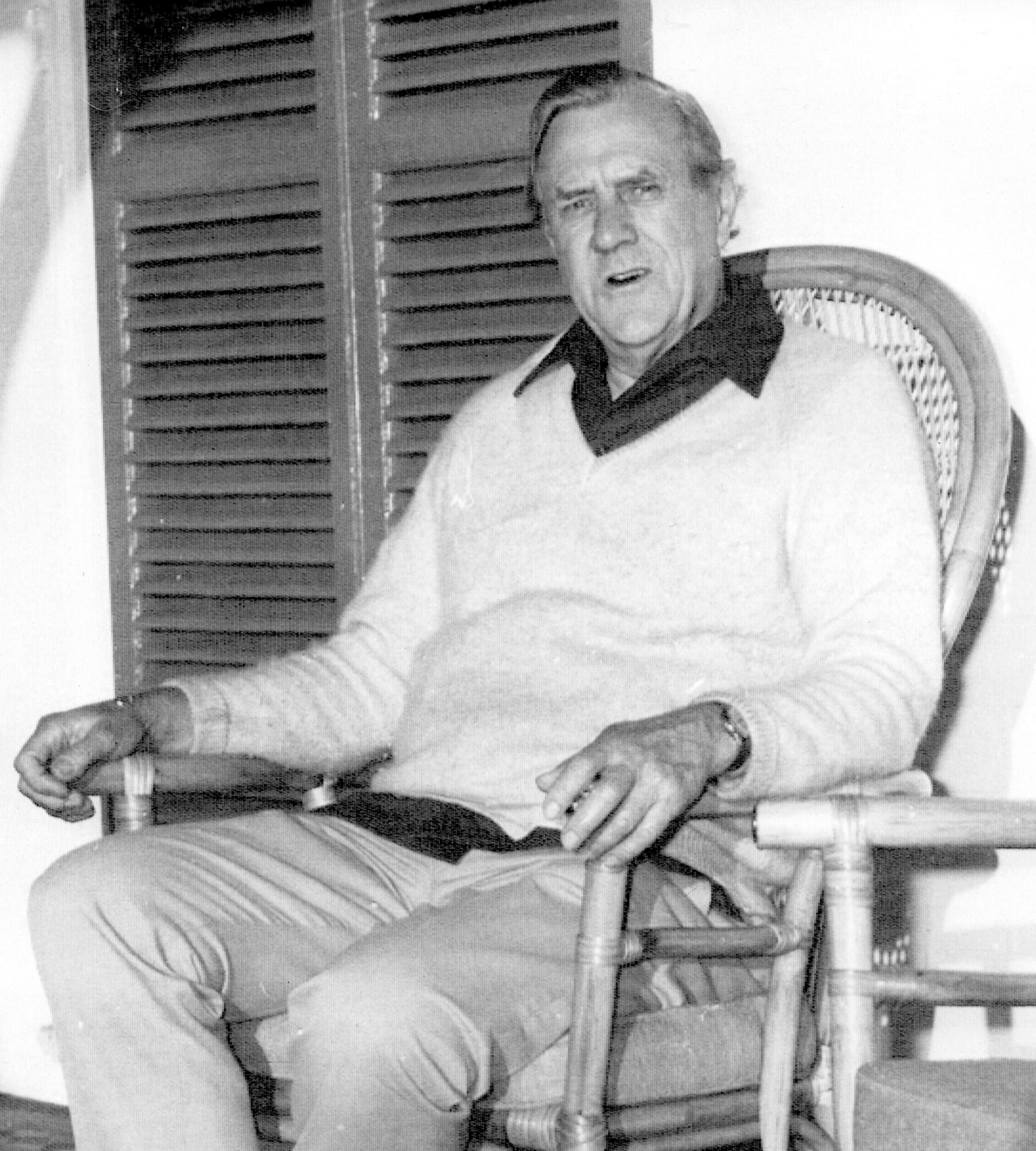
Patrick White en 1973.

Patrick White, né le 28 mai 1912 à Londres et mort le 30 septembre 1990 à Sydney, est un écrivain australien d'expression anglaise lauréat du prix Nobel de littérature en 1973.

## Biographie
Patrick White est né à Knightsbridge (Londres) en 1912, à la fin du voyage de noces de ses parents, tous deux issus de milieux terriens très fortunés de la vallée de l'Hunter. Asthmatique, il passe son enfance dans les Blue Mountains avant d'entrer au Cheltenham college à 13 ans. De retour en Australie, il travaille comme gardien d'élevage, puis écrit des poèmes et des nouvelles, tout en préparant son entrée à l'université. Il étudie au King's College de Cambridge dont il sort diplômé en 1935. Il entame alors une carrière littéraire à Londres avec un recueil de poésie, The Ploughman And Other Poems, puis avec un roman et une pièce de théâtre.
En 1936, White rencontre le peintre Roy De Maistre, de dix-huit ans son aîné, qui a une influence majeure dans sa vie et sur son œuvre. Les deux hommes n'ont jamais été amoureux, mais sont restés très bons amis. Selon les propres mots de Patrick White : « Il est devenu ce dont j'avais le plus besoin, un mentor intellectuel et esthétique. » Dès leur rencontre, ils se découvrent plusieurs points en commun. Tous deux homosexuels, ils se sentent comme étrangers dans leurs propres familles. Par conséquent, ils partagent les mêmes sentiments ambivalents au sujet de leur milieu socio-familial, bien qu'ils maintiennent des liens étroits et durables avec leurs familles, en particulier avec leurs mères. Ils jouissent également des avantages de leur position sociale et de leurs relations artistiques communes. En outre, la symbolique chrétienne et les thèmes bibliques apparaissent fréquemment dans le travail des deux artistes. Patrick White dédie son premier roman Eden-ville (Happy Valley, 1939) à de Maistre, reconnaissant ainsi son influence sur son écriture. White a également acheté plusieurs tableaux de de Maistre pour lui-même. En 1974, il les a tous légués à la Galerie d'art de Nouvelle-Galles du Sud.
Vers la fin des années 1930, White se rend souvent aux États-Unis, notamment à Cap Cod, au Massachusetts, et à New York, où il a écrit Des morts et des vivants (The Living and the Dead, 1941) qui explore les mutations de la société à travers les relations changeantes entre les membres d'une famille, leurs amis et leurs voisins. Au moment du déclenchement de la Seconde Guerre mondiale, il se rend à Londres et est enrôlé dans la Royal Air Force britannique, où il devient agent de renseignement. Il est rapidement affecté au Moyen-Orient et sert en Égypte, en Palestine et aussi en Grèce avant la fin de la guerre. En mission au Moyen-Orient, il a une liaison avec un officier de l'armée grecque, Manoly Lascaris (en), qui devient son compagnon à vie.
À son retour en Australie, il s'installe comme horticulteur et éleveur avec Lascaris dans une ferme à Castle Hill, dans la banlieue de Sydney. En 1964, il s'établit à Centennial Park (en), au cœur de la ville. Cet intérêt pour la nature n'est pas nouveau chez lui. Son premier roman, Eden-Ville, avait déjà pour cadre l'Australie rurale, et il en est de même dans ses ouvrages plus tardifs, à l'instar de L'Arbre de l'homme (The Tree of Man, 1955), son chef-d'œuvre, qui traite de l'urbanisation des campagnes et de la lutte d'un paysan dans les grands espaces. Très vite, son œuvre romanesque s'écarte du réalisme social en vigueur dans la littérature australienne, préférant peindre la destinée physique et psychique de personnes humbles. L'auteur se glisse dans l'espace mental de ses personnages qui baignent dans une atmosphère fantasmagorique. Ses romans explorent la force mystique ou mystérieuse des paysages d'Océanie et le caractère irrationnel des Australiens, ce qui les rapproche du travail des peintres Russell Drysdale et Sidney Nolan et du photographe Max Dupain.
Rédigé pendant la guerre, L'Histoire de ma tante (The Aunt's story, 1948) se veut une œuvre expérimentale. Auteur d'une dizaine de romans, de nouvelles et de pièces de théâtre, White s'est toujours voulu proche de la modernité littéraire. Plusieurs de ses textes ont pour thèmes l'intimité, la recherche d'identité et le parcours initiatique sans se couper d'interrogations politiques et sociales. Ils ont recours aux courants de conscience et à la démultiplication des points de vue narratifs.  Centrée sur l'intériorité et le ressenti, son œuvre trahit l'influence de James Joyce, Virginia Woolf, T. S. Eliot et D. H. Lawrence. Elle est aussi proche de celle d'André Gide et Thomas Mann. Son écriture privilégie l'humour et l'épigramme. Plusieurs de ses ouvrages comme Le Char des élus (Riders in the Chariot, 1961), Le Mystérieux Mandala (The Solid Mandala, 1966) et L'Œil du cyclone (The Eye of the Storm, 1973) mettent en scène des héros ordinaires dotés d'une grande force de caractère, luttant contre l'adversité et prenant en main leur destin. Quant au roman Les Incarnations d'Eddie Twyborn (The Twyborn Affair, 1979), il narre les troubles sexuels et existentiels d'un individu androgyne qui s'incarne en trois personnages différents (deux femmes et un homme) à des époques distinctes. Le récit s'ouvre à la Belle Époque, sur la Côte d'Azur et s'achève sur les bombardements londoniens de 1940. Le style de White, ornementé, bouillonnant et riche en métaphores, manifeste parfois une certaine préciosité. L'auteur est célébré par la critique pour son originalité, son aisance à passer d'un registre à l'autre (du trivial au sublime) et son pouvoir de suggestion, donnant à voir sans décrire.
Considéré comme un écrivain anglophone majeur du XXe siècle, White est le premier Australien (et à ce jour le seul) à recevoir le prix Nobel de littérature en 1973. L'Académie suédoise l'a ainsi cité pour « son art de la narration psychologique et épique qui a fait entrer un nouveau continent dans le monde de la littérature ».
Dès l'année suivante, il utilise la récompense du prix Nobel pour fonder en Australie son propre prix littéraire, le prix Patrick-White, qui accorde une dotation de plusieurs milliers de dollars australiens à un auteur ou une autrice à la créativité remarquable vivant en Australie, qui s'illustre dans n'importe quel genre littéraire, mais dont l'œuvre déjà avancée n'a pas bénéficié de la reconnaissance méritée. La première récipiendaire de son prix en 1974 est la romancière Christina Stead, tandis que la première personne qui le recevra pour une œuvre dramatique, après la mort de l'auteur, sera la dramaturge Alma De Groen en 1998.
Patrick White publie son autobiographie, Défauts dans le miroir (Flaws in the Glass), en 1981. Ses prises de position politiques, notamment contre la guerre du Viêt Nam, ses origines terriennes, sa critique acerbe d'une société australienne violente, hypocrite et fruste ou encore son refus du conservatisme l'ont privé dans son pays de l'estime et de la popularité dont il a joui à l'étranger.

## Œuvres

### Romans
- Happy Valley (1939) Publié en français sous le titre Eden-ville, Paris, Gallimard, « Du monde entier », 1951 ; réédition, Gallimard, « L'Imaginaire » no 660, 2014
- The Living and the Dead (1941) Publié en français sous le titre Des morts et des vivants, « Du monde entier », Paris, Gallimard, 1990
- The Aunt's Story (1948)
- The Tree of Man (1955)
- Voss (en) (1957) - Prix Miles Franklin 1957 Publié en français sous le titre Voss, Paris, Gallimard, « Du monde entier », 1967
- Riders in the Chariot (1961) - Prix Miles Franklin 1961 Publié en français sous le titre Le Char des élus, « Du monde entier », Paris, Gallimard, 1965
- The Solid Mandala (1966) Publié en français sous le titre Le Mystérieux Mandala, Paris, Gallimard, « Du monde entier », 1970
- The Vivisector (1970) Publié en français sous le titre Le Vivisecteur, 2 vol., Paris, Gallimard, « Du monde entier », 1979
- The Eye of the Storm (1973) Publié en français sous le titre L'Œil du cyclone, 2 vol., Paris, Gallimard, « Du monde entier », 1978
- A Fringe of Leaves (1976) Publié en français sous le titre Une ceinture de feuilles, Paris, Gallimard, « Du monde entier », 1981 ; réédition, Gallimard, « L'Imaginaire » no 148, 1982 ; nouvelle édition, Gallimard, « L'Imaginaire » no 641, 2013
- The Twyborn Affair (1979) Publié en français sous le titre Les Incarnations d'Eddie Twyborn, Paris, Gallimard, « Du monde entier », 1983
- Memoirs of Many in One (1986) Publié en français sous le titre Mémoires éclatés d'Alex Xenophon Demirjian Gray, Paris, Gallimard, « Du monde entier », 1988
- The Hanging Garden (2012), roman inachevé, posthume Publié en français sous le titre Le Jardin suspendu, Paris, Gallimard, « Du monde entier », 2015

### Recueils de nouvelles
- The Burnt Ones (1964) Publié en français sous le titre Les Échaudés, Paris, Gallimard, 1969
- The Cockatoos (1974)

- Three Uneasy Pieces (1987) Publié en français sous le titre Histoires peu ordinaires, Paris, Arléa, « L'Étrangère », 1994

### Poésie
- Thirteen Poems (1929), paru sous le pseudonyme Patrick Victor Martindale
- The Ploughman And Other Poems, 1935

### Théâtre
- The Ham Funeral (1947)
- The Season at Sarsaparilla (1962)
- A Cheery Soul (1963)
- Night on Bald Mountain (1964)
- Big Toys (1977)
- Signal Driver: a Morality Play for the Times (1982)
- Netherwood (1983)
- Shepherd on the Rocks (1987)

### Scénario
- The Night the Prowler (1978)

### Autobiographie
- Flaws in the Glass (1981) Publié en français sous le titre Défauts dans le miroir. Un autoportrait, Paris, Gallimard, « Du monde entier », 1985, traduit par Jean Lambert.

## Adaptations cinématographiques
- The Eye of the Storm, film australien de Fred Schepisi sorti en 2011, avec Charlotte Rampling, inspiré du roman de Patrick White, L'Œil du cyclone